# Orquestra do Século XVIII

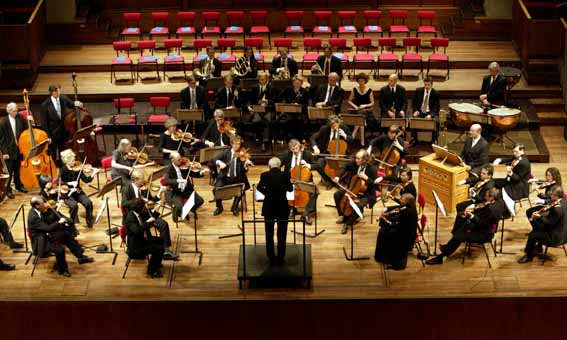
Orquestra do Século XVIII sob a direção de Frans Brüggen.

A Orquestra do Século XVIII é uma orquestra neerlandesa especializada na interpretação historicamente informada da música do século XVIII e princípios do século XIX. 
Foi fundada em 1981 por Frans Brüggen, que foi seu diretor artístico e maestro até seu falecimento. É formada por cerca de 60 músicos, número próprio para o repertório que interpreta, de 23 nacionalidades diferentes que tocam com instrumentos originais ou cópias contemporâneas destes.
Três vezes ao ano a orquestra se reúne para realizar séries de concertos em diversos países da Europa, Américas e Ásia. A sua discografia começou a ser realizada em 1985 pela Philips Classics (49 CDs) e, desde 1997, passou a ser feita pelo selo própria da orquestra, The Grand Tour (10 CDs). Reflexo da sua versatilidade, a orquestra tem expandido seu repertório ao longo dos últimos anos. Uma das últimas de suas gravações consiste nos dois concertos para piano de Frédéric Chopin, com Dang Thai Son ao piano e direção de Frans Brüggen.